# Guida, navigazione e controllo
Guida, navigazione e controllo, nota con la sigla GNC, è un'espressione usata in ambito aeronautico e astronautico e nelle autovetture a guida autonoma.
Le discipline di guida, navigazione e controllo rappresentano rispettivamente: la conoscenza o memoria, i sensi, e l'intelligenza di un sistema dinamico dotato di un certo livello di autonomia nella gestione del proprio stato (per esempio posizione).
- Con "guida" si intende la determinazione di una traiettoria (cioè l'evoluzione dello stato del sistema nel tempo) che si desidera il sistema segua.
- Con "navigazione" si intende l'acquisizione attraverso sensori delle informazioni necessarie per costruire una conoscenza istantanea dello stato del sistema.
- Con "controllo" si intendono le azioni che il sistema deve compiere affinché il proprio stato segua la traiettoria desiderata.

Mentre per altre applicazioni della teoria del controllo le tre discipline di guida, navigazione e controllo sono trattate spesso disgiuntamente, in ambito aerospaziale, dove il livello di autonomia dei sistemi è alto, le tre discipline sono altamente integrate, da cui discende la trattazione delle stesse attraverso la meta-disciplina GNC.